# Don Raffaè (Clementino)
Don Raffaè è un singolo di Clementino, cover dell'omonimo brano del cantautore italiano Fabrizio De André.

## Descrizione
In occasione della terza serata del Festival di Sanremo 2016, il rapper italiano Clementino ha eseguito una propria versione del brano, in seguito pubblicata per il download digitale il 12 febbraio 2016 ed entrata in rotazione radiofonica a partire dal 22 marzo dello stesso anno.

## Tracce
1. Don Raffaè – 3:27

## Classifiche
| Classifica (2016) | Posizione massima |
| ----------------- | ----------------- |
| Italia            | 90                |